# Palmera (kommunhuvudort)
Palmera är en kommunhuvudort i Spanien.   Den ligger i provinsen Província de València och regionen Valencia, i den östra delen av landet, 300 km sydost om huvudstaden Madrid. Palmera ligger 24 meter över havet och antalet invånare är 605.
Terrängen runt Palmera är platt åt nordost, men åt sydväst är den kuperad. Havet är nära Palmera åt nordost.Runt Palmera är det ganska tätbefolkat, med 166 invånare per kvadratkilometer. Närmaste större samhälle är Gandia, 4,0 km nordväst om Palmera. 